# Лонжекур-ле-Кюлетр
Лонжеку́р-ле-Кюле́тр (фр. Longecourt-lès-Culêtre) — коммуна во Франции, находится в регионе Бургундия. Департамент коммуны — Кот-д’Ор. Входит в состав кантона Арне-ле-Дюк. Округ коммуны — Бон.
Код INSEE коммуны 21354.

## Население
Население коммуны на 2010 год составляло 47 человек.
| 1962 | 1968 | 1975 | 1982 | 1990 | 1999 | 2010 |
| ---- | ---- | ---- | ---- | ---- | ---- | ---- |
| 104  | 86   | 59   | 63   | 57   | 54   | 47   |

## Экономика
В 2010 году среди 33 человек трудоспособного возраста (15-64 лет) 21 были экономически активными, 12 — неактивными (показатель активности — 63,6 %, в 1999 году было 65,6 %). Из 21 активных жителей работали 18 человек (9 мужчин и 9 женщин), безработных было 3 (2 мужчин и 1 женщина). Среди 12 неактивных 2 человека были учениками или студентами, 8 — пенсионерами, 2 были неактивными по другим причинам.